# Уэбб, Джим
Джеймс Генри «Джим» Уэбб-младший (англ. James Henry "Jim" Webb, Jr.; род. 9 февраля 1946, Сент-Джозеф, Миссури) — американский политик. Бывший сенатор США от Вирджинии (2007—2013). Он также был Министром военно-морских сил США (1987—1988). Член Демократической партии.
Окончил школу в г. Белвью, штат Небраска; учился в Университете Южной Калифорнии (1963—1964); окончил Военно-морскую академию США (1968); получил степень доктора права (J.D.) в школе права Джорджтаунского университета (1975); служил в Морской пехоте США (1968—1972).